# Maurice Schlumberger
Maurice Schlumberger est un banquier français né le 20 mai 1886 à Guebwiller (Haut-Rhin) et mort le 22 août 1977 à Lisieux (Calvados).

## Biographie
Il nait en Alsace alors allemande, mais son père fait le choix de donner la nationalité française à ses enfants, puis quitte volontairement l'Alsace pour Paris, avec toute sa famille.
Avec André Istel, Camille Riboud (qui deviendra président de la Société Lyonnaise de Banque), et Louis Noyer, camarades de promotion, il réalise un voyage autour du monde, d’étude et de découverte.
C'est en 1919 qu'il créera avec André Istel et Louis Noyer un cabinet d'études financières, la société Schlumberger, Istel, et Noyer, qui deviendra en 1925 la banque Schlumberger et Cie.
En 1945, la banque Schlumberger fusionne avec la banque de Neuflize, puis en 1966 avec la banque Mallet pour devenir la banque Neuflize Schlumberger Mallet (NSM).

### Famille
Il est le dernier fils de Paul Schlumberger, industriel du textile, associé dans la filature Nicolas Schlumberger et Cie, et de Marguerite de Witt, féministe française, présidente de l'Union française pour le suffrage des femmes.
Il a pour frères ainés Jean, Conrad, et Marcel Schlumberger.
Il épouse le 4 juillet 1914 à Versailles, Françoise Monnier (1891-1985), descendante du Maréchal Molitor. Ils auront 5 enfants : Odile (1917-2017) qui épousera Guy de Rouville, industriel et résistant, Rémy (1920-1992) qui reprendra la direction de la banque  Neuflize Schlumberger Mallet (NSM) , Georges (1922-1944), du 1er bataillon de choc, mort au champ d'honneur le 4 octobre 1944 à Servance, Xavier (1925-1945), mort en déportation le 11 janvier 1945 au camp de Dora, et Henriette (née en 1932), qui épousera le sculpteur Alexandre Babeanu, originaire de Roumanie.
Georges et Xavier Schlumberger ont une rue à leur nom dans la commune de Marnes-la-Coquette.

### Études
- Lycée Janson de Sailly
- École libre des Sciences politiques